# 罗文坊
罗文坊（1916年2月—2000年11月26日），江西吉安县永和镇桥头村人。中国人民解放军开国少将。

## 生平
1929参加中国工农红军，在江西独立第四团教导队学习。1929年9月加入中国共产主义青年团，被选为团士兵委员会主席，任独立第四团政治部士兵股长。1930年1月，江西红军独立第二、三、四、五团，赣西游击第二大队和湘赣苏区为卫队，合编为红六军。随独立第四团编入红六军第二纵队，任连指导员、红六军政治部青年干事兼大队长。红六军不久改称红三军，任红三军第八师政治部青年科长。1931年5月转为中国共产党党员。被选送到红一方面军总政治部训练班学习。中央革命军事委员会成立后，调军委政治保卫局工作，担任过侦察、检查、执行和预审主任科员，红一方面军特派员、办公厅巡视员等职，后任红九军团保卫局执行科科长。红一军团保卫局一科科长。参加长征。
1937年，入延安抗日军政大学学习，后任八路军一一五师政治部部员。1937年8月，随部队开赴华北前线，任晋察冀军区第一分区除奸科科长。1938年7月改任冀中军区除奸部部长。1939年任晋察冀军区司令部侦察科科长。1944年8月，任晋察冀军区第五分区副司令员兼参谋长。
1946年任晋察冀第二军分区司令员。1949年2月任晋察冀野战军第六纵队十八旅旅长。1949年3月任华北野战军第六十八军二0四师师长。1949年8月，任北平公安纵队司令员兼政委。
中华人民共和国成立后，任北京公安总队总队长、中国人民解放军公安部队第二师师长、公安军副参谋长兼公安军军政干部学校校长、北京军区副参谋长。1961年入高等军事学院学习。1964年任水利电力部副部长。 
1955年，授予中国人民解放军少将。荣获二级八一勋章、二级独立自由勋章、一级解放勋章和一级红星功勋荣誉章。